# Commonwealth Games 2014/Turnen
Bei den Commonwealth Games 2014 im schottischen Glasgow fanden im Gerätturnen 14 Wettbewerbe statt, acht für Männer und sechs für Frauen.
Austragungsort war die Hydro Arena.

## Männer

### Mannschaftsmehrkampf
| Platz | Land | Sportler                                                            |
| ----- | ---- | ------------------------------------------------------------------- |
| 1     | ENG  | Sam Oldham Louis Smith Kristian Thomas Max Whitlock Nile Wilson     |
| 2     | SCO  | Frank Baines Adam Cox Liam Davie Daniel Keatings Daniel Purvis      |
| 3     | CAN  | Zachary Clay Nathan Gafuik Anderson Loran Kevin Lytwyn Scott Morgan |

Datum: 29. Juli 2014

### Einzelmehrkampf
| Platz | Land | Sportler        |
| ----- | ---- | --------------- |
| 1     | ENG  | Max Whitlock    |
| 2     | SCO  | Daniel Keatings |
| 3     | ENG  | Nile Wilson     |

Datum: 30. Juli 2014

### Barren
| Platz | Land | Sportler      |
| ----- | ---- | ------------- |
| 1     | SCO  | Daniel Purvis |
| 2     | ENG  | Nile Wilson   |
| 3     | ENG  | Max Whitlock  |

Datum: 1. August 2014

### Boden
| Platz | Land | Sportler     |
| ----- | ---- | ------------ |
| 1     | ENG  | Max Whitlock |
| 2     | CAN  | Scott Morgan |
| 3     | NZL  | David Bishop |

Datum: 31. Juli 2014

### Pauschenpferd
| Platz | Land | Sportler        |
| ----- | ---- | --------------- |
| 1     | SCO  | Daniel Keatings |
| 2     | ENG  | Max Whitlock    |
| 3     | ENG  | Louis Smith     |

Datum: 31. Juli 2014

### Reck
| Platz | Land | Sportler        |
| ----- | ---- | --------------- |
| 1     | ENG  | Nile Wilson     |
| 2     | ENG  | Kristian Thomas |
| 3     | CAN  | Kevin Lytwyn    |

Datum: 1. August 2014

### Ringe
| Platz | Land | Sportler      |
| ----- | ---- | ------------- |
| 1     | CAN  | Scott Morgan  |
| 2     | CAN  | Kevin Lytwyn  |
| 3     | SCO  | Daniel Purvis |

Datum: 31. Juli 2014

### Sprungtisch
| Platz | Land | Sportler        |
| ----- | ---- | --------------- |
| 1     | CAN  | Scott Morgan    |
| 2     | ENG  | Kristian Thomas |
| 3     | SIN  | Wah Toon Hoe    |

Datum: 1. August 2014

## Frauen

### Mannschaftsmehrkampf
| Platz | Land | Sportlerinnen                                                                       |
| ----- | ---- | ----------------------------------------------------------------------------------- |
| 1     | ENG  | Ruby Harrold Kelly Simm Hannah Whelan Claudia Fragapane Rebecca Downie              |
| 2     | AUS  | Georgia Rose Brown Larrissa Miller Lauren Mitchell Mary Anne Monckton Olivia Vivian |
| 3     | WAL  | Elizabeth Bedoe Georgina Hockenhull Jessica Hogg Angel Romaeo Raer Theaker          |

Datum: 29. Juli 2014

### Einzelmehrkampf
| Platz | Land | Sportlerin        |
| ----- | ---- | ----------------- |
| 1     | ENG  | Claudia Fragapane |
| 2     | ENG  | Ruby Harrold      |
| 3     | ENG  | Hannah Whelan     |

Datum: 30. Juli 2014

### Boden
| Platz | Land | Sportlerin        |
| ----- | ---- | ----------------- |
| 1     | ENG  | Claudia Fragapane |
| 2     | AUS  | Lauren Mitchell   |
| 3     | CAN  | Ellie Black       |

Datum: 1. August 2014

### Schwebebalken
| Platz | Land | Sportlerin          |
| ----- | ---- | ------------------- |
| 1     | CAN  | Ellie Black         |
| 2     | AUS  | Mary Anne Monckton  |
| 3     | WAL  | Georgina Hockenhull |

Datum: 1. August 2014

### Sprungtisch
| Platz | Land | Sportlerin        |
| ----- | ---- | ----------------- |
| 1     | ENG  | Claudia Fragapane |
| 2     | CAN  | Ellie Black       |
| 3     | IND  | Dipa Karmakar     |

Datum: 31. Juli 2014

### Stufenbarren
| Platz | Land | Sportlerin      |
| ----- | ---- | --------------- |
| 1     | ENG  | Rebecca Downie  |
| 2     | AUS  | Larrissa Miller |
| 3     | ENG  | Ruby Harrold    |

Datum: 31. Juli 2014

## Medaillenspiegel
| Platz | Land       | Gold | Silber | Bronze | Gesamt |
| ----- | ---------- | ---- | ------ | ------ | ------ |
| 1     | England    | 9    | 5      | 5      | 19     |
| 2     | Kanada     | 3    | 3      | 3      | 9      |
| 3     | Schottland | 2    | 2      | 1      | 5      |
| 4     | Australien | –    | 4      | –      | 4      |
| 5     | Wales      | –    | –      | 2      | 2      |
| 6     | Indien     | –    | –      | 1      | 1      |
|       | Neuseeland | –    | –      | 1      | 1      |
|       | Singapur   | –    | –      | 1      | 1      |